# アペキシフィケーション
アペキシフィケーション(apexification)は歯髄が炎症を起こす、あるいは壊死している歯根未完成歯や歯根が外部吸収をしている（あるいは疑われる）歯に対して行われる治療法で、薬剤を添付することで未完成の根管を閉塞ないし歯根の完成をすすめる方法のこと。根尖閉塞術、根尖形成促進法と訳されることもある。根幹部の感染組織や細菌を除去した後に歯髄面に薬剤を充填し、根管を閉鎖する。本来の意味は、この治療法によっておこる治癒機転のことである。

## 概要
歯は口腔内に萌出した時にはまだ歯根は完成しておらず、歯根の形成は萌出後も続く。しかしながら、歯根の形成途中で炎症などにより歯髄が失われた場合、歯根が未完成のままの状態となる。一部性の段階であれば、炎症部位のみを除去し、健全な歯髄を残すことで、正常な歯根の形成を行うことが可能ではある（アペキソゲネーシス）が、全部性となっている場合、もはや歯根の正常な形成が期待出来ず、周囲の硬組織により根尖孔の閉鎖を行うしか無い。元々はその硬組織の形成を促す治療法によりおこる治癒機転の名称がアペキシフィケーションであったが、現在ではその治療法もアペキシフィケーションと呼ぶ。

## 歴史
1966年に行われた発表以降、歯髄が失われた歯根未完成歯に水酸化カルシウムを用い、根尖を閉鎖する方法が用いられてきたが、この方法について、1971年にアペキシフィケーションと名づけられた。以後、数十年にわたり根未完成失活歯の治療法として唯一の選択肢であり、他の治療法の大きな進展は見られなかったが、近年の研究では、根未完成失活歯でもアペキシフィケーションを行わずに理想的な治癒を導く可能性も示唆されている。

## 使用薬剤
充填に用いられている薬剤としては、水酸化カルシウムとCMCPを混合したもの（1966年にfrankにより推奨されたが、現在はCMCPでなく生食などがいいとされている。）、水酸化カルシウムと生理食塩水を混合したものの他、カルシペックス、ビタペックス、カルビタール、ミネラル三酸化物（MTA）などが用いられる。水酸化カルシウムはX線透過性がないこと、緊密な充填が難しいことから、水酸化カルシウム製剤が用いられると考えられている。

## 疫学
アペキシフィケーションが必要となる症例は、外傷（上顎前歯部・8～9歳）が最も多く、ついで中心結節の破折（下顎第二小臼歯・10～11歳）によるものが多い。

## 治療と予後
三ヶ月から半年ごとに経過観察を行ない、閉塞が不十分な場合には治療を繰り返し、根尖の閉塞後に通法にて根管充填を行う必要がある。閉塞までの期間は3ヶ月～2年とされており、治療を繰り返す間隔が短いほうが早く閉塞するとされるが、月星は臨床経験として、十分な拡大・清掃後にビタペックスを用いた症例のほぼすべてで、6ヶ月で十分な硬組織形成が行われたとしている。。予後成績は、定義にもよるが85%～94%が良好・治癒と報告されている。